# Ordinary Madness
Ordinary Madness è un film del 2001 diretto da Bernardo Gigliotti.

## Trama
Bernardo Gigliotti dirige questo psicodramma indie. Cercando di avviare una carriera come chitarrista blues, Bobby (Ron Carlson) si trasferisce a Los Angeles e subito gli viene offerto di suonare in un bar. Egli trova pensione nella casa di Faye (Denise Gentile), che mantiene il marito paralizzato in soffitta. Le cose vanno bene fino a quando Bobby si rende conto che Faye è un'omicida.